# مقاطعة ديكين، التبت
مقاطعة ديكين، التبت (بالصينية: 迪庆藏族自治州) هي محافظة ذاتية الحكم، في الصين، تقع في يونان، بلغ عدد سكانها 374,500 نسمة وذلك حسب إحصائيات سنة 2007، تبلغ مساحتها 23,870 كيلومتر مربع، رمزها البريدي هو 674400.

## التقسيمات الإدارية
- Shangri-La, Yunnan [الإنجليزية]‏
- Deqin County [الإنجليزية]‏
- Weixi Lisu Autonomous County [الإنجليزية]‏.